# Tiziano De Patre
Tiziano De Patre (Notaresco, 18 dicembre 1968) è un dirigente sportivo, allenatore di calcio ed ex calciatore italiano, di ruolo centrocampista.

## Carriera

### Giocatore

#### Club
Nonostante in origine inizia a giocare negli anni settanta col Notaresco, nei campionati dilettanti, cresce calcisticamente nel Giulianova, formazione all'epoca di serie C2. Dopo una breve parentesi nel Messina fa il suo esordio in Serie A con la maglia dell'Atalanta nella stagione 1988-1989.
La stagione seguente viene mandato in Serie B con il Monza prima di ritornare per altre due stagioni nel massimo campionato, sempre con i bergamashi.
Dopo aver giocato con Venezia, Sambenedettese e Pescara nel 1995 passa al Lecce. Con i salentini conquista una duplice promozione dalla Serie C1 alla Serie A sotto la guida dell'allenatore Gian Piero Ventura, il quale l'anno dopo lo porta con sé insieme ad altri suoi compagni di squadra (Francesco Zanoncelli, Gianni Cavezzi, Fabio Macellari e Matteo Centurioni) al Cagliari, nuovamente nella serie cadetta. Nella formazione sarda rimane le successive tre stagioni (dal 1997 al 2000), cogliendo nuovamente al primo anno la promozione in Serie A.
Nel 2000 fa ritorno in cadetteria col Pescara. In seguito alla retrocessione del Pescara in Serie C1 va all'Ancona, squadra che nella stagione 2002-2003 centra la promozione in Serie A. De Patre lascia i marchigiani e chiude la carriera professionistica con la sua squadra di origine, il Giulianova.
In Serie A ha vestito le maglie di Atalanta e Cagliari.
In carriera ha conquistato 3 promozioni in Serie A con Lecce (1996-1997), Cagliari (1997-1998) e Ancona (2002-2003).

#### Nazionale
Nel 1989 colleziona anche due presenze in Nazionale Under 21.

### Allenatore
Appena ha appeso le scarpette al chiodo De Patre ha allenato il settore giovanile del Giulianova per tre stagioni, dal 2004 al 2007.
Nel 2007 si siede sulla panchina degli allievi regionali Parma per trasferirsi nel maggio 2008 su quella della primavera a seguito della promozione di Andrea Manzo sulla panchina della prima squadra.
Dopo l'esperienza nelle giovanili del Parma, nell'estate 2011 passa in Seconda Divisione alla guida della squadra che lo ha lanciato, il Giulianova. De Patre viene esonerato a poche giornate dal termine del campionato e al suo posto subentra Marco Tosi.
L'11 luglio 2012 assume l'incarico di allenatore del Chieti, in Seconda Divisione. Porta la squadra al 4º posto in campionato ma ai play-off viene eliminato dall'Aquila. A stagione conclusa decide di dare ufficialmente addio alla compagine neroverde.
Il 10 dicembre seguente inizia a frequentare a Coverciano il corso di abilitazione per il master di allenatori professionisti Prima Categoria-Uefa Pro.
Il 14 gennaio 2014 torna sulla panchina del Chieti in sostituzione dell'esonerato Giuseppe Di Meo venendo esonerato il 31 marzo 2014 dopo aver conseguito una serie di risultati negativi.
Il 16 luglio 2015 diviene il nuovo allenatore della Sambenedettese, squadra militante in Serie D, venendo però esonerato l'8 agosto (e sostituito da Loris Beoni) a causa del cambio di presidenza.
Il 17 marzo 2017 viene scelto come nuovo tecnico dell'Ancona al posto del dimissionario Giovanni Pagliari, firmando un contratto valido fino al termine della stagione con opzione per il rinnovo.
Nel 2019 va a ricoprire il ruolo di vice-allenatore di Gian Piero Ventura alla Salernitana. Tuttavia il 17 dicembre 2019, si dimette dall'incarico per motivi personali.
Il 3 agosto 2022 viene annunciato come nuovo allenatore del Notaresco, in Serie D, società da cui si dimette il 15 febbraio successivo dopo un avvio di stagione negativo (penultimo con 21 punti), cedendo così la panchina rossoblú al mister Alessandro Bruno.

### Dirigente sportivo
Dopo aver concluso la parentesi all'Ancona con la retrocessione in D, il 7 luglio diventa il responsabile dell'area tecnica del Valle del Vomano. Nel 2023 è scout del Sassuolo

## Palmarès

### Giocatore

#### Club
- Campionato italiano Serie C1: 1

Lecce: 1995-1996 (girone B)